# Timbal (musique brésilienne)
Pour les articles homonymes, voir Timbal.

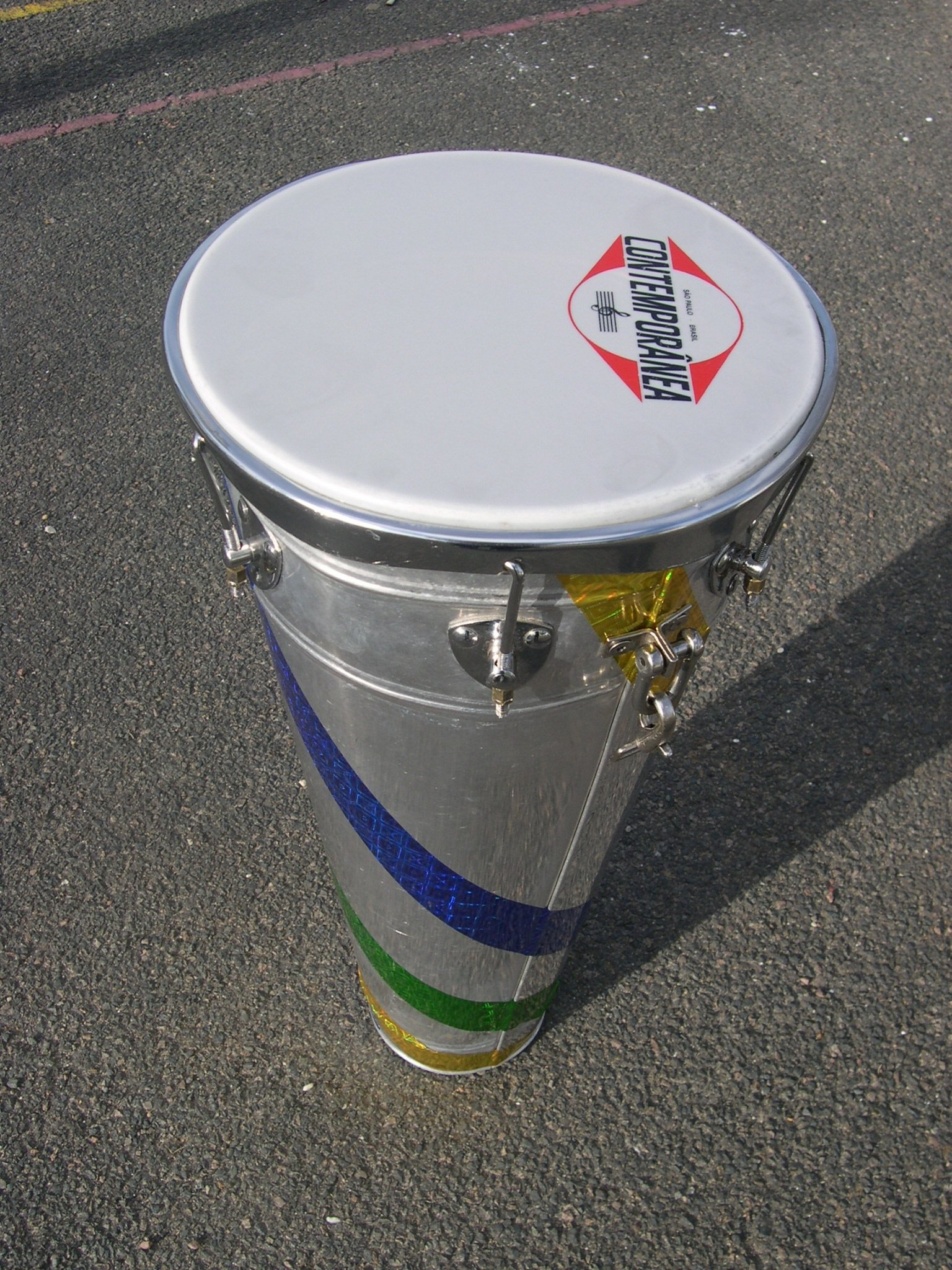
Un timbal en aluminium

Le timbal (prononciation en portugais du Brésil : timbaou) est un instrument de percussion utilisé au Brésil.

## Facture
Le fût conique est généralement fait de bois léger (en contreplaqué) ou de métal. La membrane synthétique à la sonorité claire et aigüe, est tendue à l'aide de tirants similaires à ceux des congas.

## Jeu
Le timbal se joue debout, généralement porté verticalement à l'aide d'une sangle mais dans le cas de concerts, il peut être posé sur un pied de conga. La technique de frappe à deux mains est proche de celle du djembé et des congas.
L'instrument sert pour assurer des accompagnements et des séquences rythmiques solistes dans des ensembles de percussions brésiliennes jouant notamment du samba-reggae ou de l'axé. Après avoir quasiment disparu, il a été remis au goût du jour par le groupe Timbalada dans les années 1990.